# Cletocamptus confluens
Cletocamptus confluens är en kräftdjursart som först beskrevs av Schmeil 1894.  Cletocamptus confluens ingår i släktet Cletocamptus och familjen Cletodidae. Arten är reproducerande i Sverige. Inga underarter finns listade i Catalogue of Life.